# 林蓋爾
林蓋爾是非洲國家塞內加爾北部的城鎮，由盧加區負責管轄，位於首都達喀爾東北305公里，海拔高度2米，出產花生、小米等農產品，2007年人口12,223。
15°23′N 15°13′W / 15.383°N 15.217°W